# Radio Città Futura
Radio Città Futura è un'emittente radiofonica fondata a Roma nel 1975. Trasmette 24 ore a Roma e provincia sulla frequenza Fm 97,7 con una programmazione orientata all'informazione locale, nazionale ed internazionale. Momenti della sua programmazione sono riproposti in etere da diverse emittenti radiofoniche di altre regioni italiane. Sul suo sito web è presente lo streaming audio/video.
Nata come Radio di movimento facente capo alle formazioni del Partito di Unità Proletaria e di Avanguardia operaia è oggi vicina al Partito Democratico, Radio Città Futura, ai sensi dell'art. 4 della legge n. 250 del 7 agosto 1990, è organo del movimento politico Roma Idee. Nel 2008 ha percepito dal Dipartimento per l'Informazione e l'Editoria della Presidenza del Consiglio dei ministri un contributo di 2.113.139,80 euro (2,2 milioni nel 2007, 1,81 milioni nel 2006, 1,71 milioni nel 2005). Assieme a Radio Padania, Radio Radicale, Ecoradio, Veneto Uno, Radio Galileo e Radio Onda Verde, RCF è una delle sette radio italiane che fanno direttamente riferimento a un partito o a un movimento politico. Secondo un articolo apparso sul Corriere della Sera in sei anni Radio Città Futura avrebbe incassato dallo Stato oltre 10 milioni di euro

## Storia della radio
Nacque in fase sperimentale nel 1975 durante la prima ondata delle radio libere, ma iniziò le trasmissioni regolari il 15 marzo 1976 dalla sede di via Buonarroti n.47, vicino a Piazza Vittorio Emanuele, con una programmazione giornaliera di 16 ore; ai microfoni al tempo si alternavano Ernesto Bassignano, Marcello Berengo Gardin e Sergio Spada.
L'idea di Radio Città futura nacque da quattro persone: Adriano Mordenti, Mimmo Frassineti, Carlo di Renzo e Paolo Melara, che in diversi incontri arrivarono a delinearne le caratteristiche essenziali, come il nome, che fu mutuato dal maggio francese,  la sigla ''Take Five'' per i notiziari e ne abbozzarono il primo palinsesto. La creazione di questa radio della sinistra fu proposta in un primo tempo al Pci, dove trovò  alcuni consensi ma, poi, qualcuno decise che non era politicamente praticabile. Quindi, Paolo Melara propose di sentire Giulio Savelli, allora editore della sinistra. Questi fece sua l'idea e, insieme a Renzo Rossellini, mise i primi soldi necessari. Parteciparono in seguito al lancio della nuova radio il Partito di Unità Proletaria (PdUP) e Avanguardia Operaia, mentre Sandro Provvisionato si occupava della direzione; ben presto (gennaio 1977), Savelli uscì dal progetto editoriale, seguito pochi mesi dopo dai redattori del PdUP, per dissensi di natura ideologica mentre i quattro ideatori e fondatori della radio erano stati quasi subito estromessi dal progetto.
Radio Città Futura, alla stregua di Radio Alice a Bologna, si contraddistinse per le dirette radio di tutti i cortei e le manifestazioni del Movimento del '77 a Roma, raggiungendo picchi di ascolto impressionanti.
Il 12 novembre 1977 l'emittente venne chiusa per "motivi di ordine pubblico" assieme a Radio Onda Rossa. Il provvedimento, però, fu presto ritirato.
Radio Città Futura fu coinvolta nelle indagini sul caso Moro per una presunta rivelazione anticipata dell'agguato di via Fani: infatti, mentre secondo le ricostruzioni investigative, il rapimento dell'allora presidente della Democrazia Cristiana fu effettuato dalle Brigate Rosse alle ore 9:00, alcune testimonianze asseriscono che circa mezz'ora prima, dai microfoni dell'emittente, sarebbe stata data notizia dell'accaduto; annunciatore dell'evento lo stesso fondatore Renzo Rossellini. Alla fine degli anni ottanta, in un'intervista per il programma di Raiuno La notte della Repubblica, quest'ultimo dichiarò che il suo coinvolgimento nelle indagini sulle note vicende era stato determinato da un fraintendimento di fondo, sorto dalla testimonianza di una domestica dell'allora senatore Vittorio Cervone (DC). Secondo tale ricostruzione, la donna infatti aveva inizialmente dichiarato al suo datore di lavoro, di aver appreso del rapimento dello statista democristiano, ancor prima che avvenisse realmente, ascoltando la radio; secondo Rossellini in realtà si trattava molto probabilmente solo della divulgazione da parte sua di un'analisi politica, che ipotizzasse un'assai prevedibile azione brigatista, come reazione all'imminente insediamento del nuovo governo: nelle ore successive, sull'onda emotiva suscitata dal tragico evento, la domestica avrebbe potuto erroneamente associare tale ipotetica previsione al rapimento del fautore del Compromesso storico. Inoltre in tale occasione, l'ex fondatore di Radio Città Futura aggiunse che, come risultò successivamente in sede processuale, nel periodo del sequestro Moro, il Ministero dell'Interno non aveva cessato di registrare quotidianamente le trasmissioni di numerose emittenti del Movimento, tra le quali ovviamente la sua; però al momento della presentazione in tribunale delle bobine incise il 16 marzo 1978, inspiegabilmente queste ultime risultavano monche, a partire da circa i dieci minuti precedenti la strage di via Fani.
Il 9 gennaio 1979 un commando dei NAR guidato da Giusva Fioravanti irruppe negli studi della radio durante la registrazione della trasmissione femminista Radio Donna, dando fuoco ai locali e sparando alle conduttrici. Cinque di esse furono gravemente ferite.

## La radio oggi
Radio Città Futura ha trasmesso a Roma e nel Lazio sui 97,7 mhz. Dal 19 aprile 2019 sono terminate le trasmissioni sulla banda FM.

### Sede
Dalla sede storica di piazza Vittorio, nel 2001 la radio si trasferisce nei prestigiosi studi di piazza Del Gesù 46 a Roma. Nell'ottobre del 2015 si trasferisce in via Angelo Bargoni 78, sempre a Roma. È presente su Facebook, su YouTube e su Twitter, con pagine ufficiali.

### Musica
I programmi di Radio Città Futura sono:
- "Il Ciclista", con Alex Righi, dal lunedi al venerdì dalle 10  a mezzogiorno ed in replica la sera dalle 18

- "Le Strade Di Roma", con Marco Moretti e Giada Valdannini, dal lunedi al venerdì dalle 9,30 alle 12

- "Primo Spettacolo", con Fabio Luzietti, Federica Manzitti e Miriam Mauti, dal lunedì al venerdì dalle 16 alle 18,30

- "I Ragazzi Stanno Bene" (Classic Rock 60/70/80), con Gianpaolo Castaldo, il sabato dalle 12,30 alle 14,00 e la domenica dalle 15,30 alle 17.

- "Round Midnight", tutte le sere dopo la mezzanotte.

- "Bufalo Bill", con Jonathan Giustini, il sabato alle 14 la domenica alle 20

- "Mind The Gap", con Michele Luches, la domenica alle 13,30

- "Afric-kan", con Sekou Djabate, la domenica alle 20,30

- "Il Decamerino Radio Show", il sabato e la domenica dalle 12 alle 12,30

- "Pensando Roma", con Paolo Masini, il venerdì alle 9,00

- "Alta Fedeltà", con Fabio Luzietti, il sabato alle 18,30

- "Carta Vetrata", con Alberto Gaffi e Flaminia Naro, il sabato alle 16,30 e la domenica alle 10,30

- "Mojo Station", la domenica alle 21.30, con Gianluca Diana e Pietropaolo Moroncelli

- "Pijipedia", il sabato e la domenica alle 9,30, con Piji Siciliani

- "IndieLand - Il Parcogiochi Dell'Indipendenza", tutti i venerdì a mezzogiorno. È un format radiofonico realizzato e condotto da Simone Mercurio. Un viaggio di 60 minuti intorno alla cosiddetta musica indie, indipendente che propone ogni puntata il live acustico di artisti emergenti della scena italiana e internazionale, musicisti intervistati dal conduttore con differenti giornalisti/addetti ai lavori del mondo della musica di volta in volta ospiti del programma. Sito del programma: www.indielandradio.com